# Tortula santorinensis
Tortula santorinensis är en bladmossart som beskrevs av Schiffner 1920. Tortula santorinensis ingår i släktet tussmossor, och familjen Pottiaceae. Inga underarter finns listade i Catalogue of Life.